# Distrikt Mala
Der Distrikt Mala liegt in der Provinz Cañete in der Region Lima im zentralen Westen Perus. Der Distrikt hat eine Fläche von 129,31 km². Beim Zensus 2017 lebten 32.717 Einwohner im Distrikt. Im Jahr 1993 betrug die Einwohnerzahl 18.712, im Jahr 2007 27.881. Verwaltungssitz ist die Stadt Mala.

## Geographische Lage
Der Distrikt Mala befindet sich im Norden der Provinz Cañete. Er besitzt einen 6,4 km langen Küstenabschnitt an der Pazifikküste südlich der Mündung des Río Mala. Der Fluss Río Mala verläuft entlang der nordwestlichen Distriktgrenze. Der Distrikt reicht etwa 13 km ins Landesinnere. Dort erheben sich die Ausläufer der peruanischen Westkordillere. Im Tiefland wird bewässerte Landwirtschaft betrieben. Die Panamericana führt entlang der Küste durch den Distrikt.
Der Distrikt Mala grenzt im Nordwesten an die Distrikte San Antonio und Santa Cruz de Flores, im Norden an den Distrikt Calango, im Osten an den Distrikt Coayllo sowie im Westen an den Distrikt Asia.